# Parque forestal de San Miguel de Oya
El parque forestal de San Miguel de Oya es un parque situado en la parroquia homónima de la ciudad española de Vigo. Tiene unos 392 737 m² de extensión, y está situado en terrenos de monte comunal. Cuenta con diversas zonas recreativas, así como diversas especies arbóreas autóctonas de bosque caduco, como robles y abedules, así como castaños de indias, tuyas o cryptomerias. Conserva algún tramo del antiguo camino empedrado entre Vigo y Bayona. Por él también pasa la ruta de senderismo GR-53, una ruta circular de 6 kilómetros. 

## Usos
El parque forestal de Oya tiene diferentes instalaciones recreativas, entre las que destacan una zona de acampada, una zona de mesas y barbacoas, una fuente y un mirador.

## Accesos
El acceso al parque forestal puede realizarse en automóvil privado o transporte público. Existen varias líneas de autobús que parten de diferentes áreas de Vigo, como las líneas L11 y L12A.
En automóvil privado, el acceso se realiza por la carretera C-550 en dirección a Bayona.